# Женяк
Женяк (словен. Ženjak) — поселення в общині Бенедикт, Подравський регіон‎, Словенія.